# Harold McKinney
Harold McKinney (* 4. Juli 1928 in Detroit; † 20. Juni 2001 ebenda) war ein US-amerikanischer Jazz-Pianist, Bandleader und Musikpädagoge.

## Leben und Wirken
Harold McKinney gehörte seit den 1940er Jahren zu den führenden Musikern der Detroiter Jazzszene. Er hatte zunächst klassischen Unterricht bei seiner Mutter Bessie Walon McKinney, einer Organistin. Unter dem Einfluss der Musik Charlie Parkers wandte er sich dem Jazz zu. Nach seiner Graduierung an der Northwestern High School besuchte er das Morehouse College in Atlanta. Nach seiner Rückkehr nach Detroit studierte er kurz an der Wayne State University, in Deutschland leistete er Anfang der 1950er Jahre den Militärdienst ab. Nach seiner Rückkehr in die Vereinigten Staaten arbeitete er u. a. mit Roy Brooks, Kenny Burrell, John Coltrane, Wes Montgomery sowie mit Marcus Belgrave, Wendell Harrison und Phil Ranelin in der Künstlervereinigung Tribe.
Er gilt als einer der bedeutenden Mentoren des Jazz in seiner Heimatstadt und war auch als Musikpädagoge tätig, veröffentlichte Lehrvideos und hielt Kurse und Workshops im Detroiter SerNgeti Ballroom. Außerdem schuf er Jazz-Programme an der Oakland University und der Wayne State University, führte seine Programme Discovering Jazz und Jazz For a New Generation in öffentlichen Schulen und auf Festivals vor, unterrichtete im Metro Arts Center und in zahlreichen Sommer-Jugendprogrammen und produzierte einen wöchentlich stattfindenden Jazzworkshop namens Detroit Jazz Heritage Performance Lab (DJHPL).
1990 erhielt McKinney für sein Lebenswerk den Jazz Master Award der Organisation Arts Midwest. Sein Debütalbum, Voices and Rhythms of the Creative Profile, erschien 1974 auf dem Detroiter Independent-Label Tribe. Die folgenden vier Alben wurden bei McKinney Arts, Inc. und Rebirth, Inc. veröffentlicht und vertrieben, Root Classics (1991) mit Solo-Piano und kleinem Ensemble; Discovering Jazz (1993); im selben Jahr nahm er ein Duoalbum mit Wendell Harrison auf (Something for Pops); 1994 wirkte er an dessen Enja-Album Rush & Hustle mit. Mit eigener Band, den Jazz Masters,  ging er 1995 auf eine Tournee durch Afrika und den Mittleren Osten. Im Mai 2001 erlitt McKinney einen Schlaganfall, an dessen Folgen im Monat darauf verstarb. 2005 erschien ein Konzertmitschnitt seiner Band aus dem Jahr 1974 mit Musikern wie Marcus Belgrave, Doug Hammond, Wendell Harrison und Phil Ranelin. Zu Ehren des verstorbenen Musikers trat die All-Stars-Formation McKinfolk 2009 auf dem dreißigsten Detroiter Jazz Festival auf.
Harold McKinney ist der ältere Bruder von Ray McKinney (1931–2004) und Kiane Zawadi (1932–2024) sowie der Onkel des Musikers und Produzenten Carlos McKinney. Die Schlagzeugerin Gayelynn McKinney ist seine Tochter.

## Diskographische Hinweise
- Something for Pops (1993)
- Voices and Rhythms of the Creative Profile (1974, ed. 2005)